# Середньобазаново
Середньобаза́ново (рос. Среднебазаново, башк. Урта Баҙан) — присілок у складі Бірського району Башкортостану, Росія. Входить до складу Старобазановської сільської ради.
Населення — 90 осіб (2010; 81 у 2002).
Національний склад:
- марійці — 74 %